# 12:01
12:01 (12:01, testigo del tiempo  en España y Fugitivos del tiempo en México) es un telefilme de ciencia ficción estadounidense para la televisión del año 1993 de Jack Sholder con Jonathan Silverman y Helen Slater como protagonistas principales. 
Es una adaptación de la historia 12:01 PM de Richard Lupoff, que fue publicada en diciembre de 1973 en The Magazine of Fantasy & Science Fiction.

## Argumento
Barry Thomas es un simple empleado de la UTREL Corporación, especializada en alta tecnología, donde realiza actividades monótonas en el Departamento de Personal. En la corporación el Dr. Moxley trabaja como director científico en un arriesgado proyecto, la construcción de un superacelerador que lanza partículas de una forma más rápida que la luz. Si funciona, se conseguiría producir energía de una forma mucho más abundante y barata que con los métodos tradicionales. Sin embargo, dado que en este proyecto existe, según algunos expertos, el riesgo de la repetición del tiempo a causa de la energía desatada en un caso así, el gobierno decide detener el proyecto antes de que se lleve a cabo.
La Dra. Lisa Fredericks, el amor secreto de Barry, trabaja en el proyecto y muere asesinada poco después de la parada del proyecto. Barry es testigo del asesinato. A la mañana siguiente, Barry se despierta y descubre que el día se repite. El comportamiento de su entorno es el mismo que el del día anterior y Lisa está viva. Más tarde Barry descubre que una descarga eléctrica, que sufrió exactamente a las 12:01, es responsable de que sea testigo del mismo día una y otra vez, ya que en ese momento alguien activó el superacelerador ilegalmente.
A través de sus investigaciones descubre que Moxley, que no cree en la repetición del tiempo, está detrás de la activación ilegal, y que asesinó a Lisa porque iba a interponerse en su camino y, como el Dr. Tiberius Scott temía, ahora el mundo está atrapado en un túnel del tiempo, prisionero sin recuerdos, en una cárcel sin llave, donde el día se repite una y otra vez con excepción de Barry. También es consciente de que tiene que evitar que el aparato vuelva a ser activado otra vez por Moxley si quiere poner el tiempo otra vez en su cauce.
Barry ahora hace todo lo posible para evitar el asesinato de Lisa y detener el experimento con su ayuda. Finalmente, tras cinco repeticiones de ese mismo día, el consigue detener el asesinato, convencer a Lisa de lo que está ocurriendo y detener a Moxley, a quien Barry tiene que matar en defensa propia para ello. Por el camino Barry y Lisa se enamoran apasionadamente el uno del otro y se da a entender que, después de aclarar lo ocurrido frente a las autoridades, ellos se van a casar.

## Reparto
| Actor              | Personaje          |
| ------------------ | ------------------ |
| Jonathan Silverman | Barry Thomas       |
| Helen Slater       | Lisa Fredericks    |
| Martin Landau      | Dr. Thadius Moxley |
| Nicolas Surovy     | Robert Denk        |
| Robin Bartlett     | Anne Jackson       |
| Jeremy Piven       | Howard Richter     |
| Constance Marie    | Joan Zevo          |
| Glenn Morshower    | Detective Cryers   |
| Cheryl Anderson    | Supervisor         |
| Danny Trejo        | Prisionero         |
| Paxton Whitehead   | Dr. Tiberius Scott |

## Recepción
La película se estrenó en los Estados Unidos el 5 de julio de 1993 y se estrenó en España el 1 de julio de 1994. Según El País, la película es un tenso y brillante thriller.

## Premios y nominaciones
| Año  | Otorga                 | Resultado |
| ---- | ---------------------- | --------- |
| 1994 | Premio Pegaso          | Ganó      |
| 1994 | Premio Edgar Allan Poe | Nominado  |
| 1994 | Premio Grand Prize     | Ganó      |